# Lê Văn Phúc
Lê Văn Phúc là một sỹ quan cao cấp Quân đội Nhân dân Việt Nam, hàm Thiếu tướng, hiện là Phó Tư lệnh Bộ đội Biên phòng phụ trách cửa khẩu, đối ngoại.

## Binh nghiệp
Ông Lê Văn Phúc từng giữ chức vụ Thành ủy viên, Chỉ huy trưởng Bộ Chỉ huy Bộ đội Biên phòng Thành phố Đà Nẵng. Ông bàn giao chức trách, nhiệm vụ Chỉ huy trưởng Bộ đội Biên phòng Thành phố Đà Nẵng cho Đại tá Tôn Quốc Khánh.
Ngày 06 tháng 10 năm 2017, ông được bổ nhiệm giữ chức vụ Cục trưởng Cục Cửa khẩu Bộ đội Biên phòng.
Tháng 8 năm 2019, ông được Thủ tướng Nguyễn Xuân Phúc bổ nhiệm làm Phó Tư lệnh Bộ đội Biên phòng. Ông được Chủ tịch nước Nguyễn Phú Trọng thăng quân hàm Thiếu tướng.